# Pierre Alviset
Pierre Alviset, né à Paris le 21 juin 1924 et mort à Domont dans le Val-d'Oise le 16 août 1944, est un jeune résistant français mort à 20 ans fusillé par les troupes allemandes.

## Biographie
Élève du lycée Louis-le-Grand et du lycée Montaigne, il obtient le baccalauréat de mathématiques et philosophie en 1942 et commence des études supérieures à la Sorbonne où il obtient une licence. Parallèlement à ses études, il entre à la Jeunesse étudiante chrétienne en 1940, puis s'engage dans le tiers-ordre de Saint-François en 1943, où il prononce sa profession de foi en mars 1944.
Il s'engage dans la résistance à l'occupant allemand dès 1942 et devient membre du Comité national des étudiants patriotes. En 1943 il développe le réseau de diffusion de Défense de la France parmi les étudiants, journal résistant ancêtre de France-Soir. Il doit prendre le maquis le 6 juin 1944. Il est arrêté le 15 août 1944 et fusillé le lendemain à Domont, au lieu-dit « Les Quatre-Chênes ». Il venait juste d'avoir 20 ans.

## Hommages
Il est décoré de la Médaille militaire et de la Médaille de la Résistance. Un collège parisien réputé  porte son nom au 88, rue Monge dans le 5e arrondissement.